# 1216
Năm 1216 là một năm trong lịch Julius.